# 코맥 C929

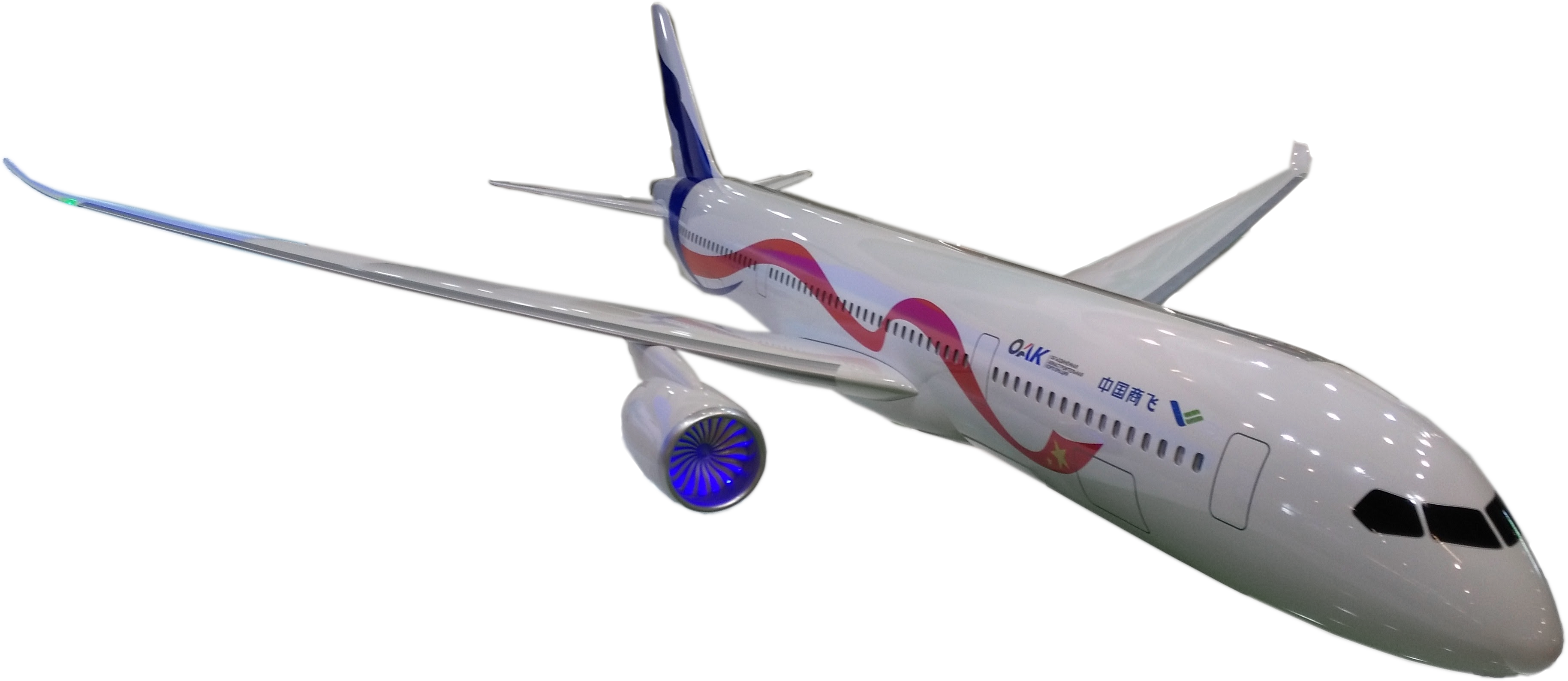
2017 파리 에어쇼에서 선보였던 코맥 C929의 실제 목업

코맥 C929(COMAC C929)은 중국과 러시아가 개발중인 보잉 787 드림라이너 및 에어버스 A350 XWB와 동급의 광동체 여객기이다. 그러나 러시아의 우크라이나 침공 여파에 따라 C929는 러시아 없이 중화인민공화국의 단독 개발로 선회함에 따라, 기존에 변경시킨 명칭인 CRAIC CR929에서 코맥 C929로 다시 바뀌었다.

## 역사
코맥은 통합항공기제작사(UAC)와 같이 상하이시에 합작회사 중러국제상용항공기공사(CRAIC)를 설립하고, 190석 코맥 C919의 후속 모델이자 확장형 모델인 280석 규모의 코맥 C929 개발에 착수했다. 여객기 개발은 10년 정도 소요한다. 보잉 787, 에어버스 A330, 에어버스 A350의 맞수 기체가 예상될 것이다. 코맥 C919가 150석 정도 내외인 반면, 코맥 C929는 그의 2배인 300석 규모가 될 것이다. 블라디미르 푸틴 러시아 대통령이 2014년 방중 했을 때 베이징에서 130억 달러(약 1.2조 루블 or 922억 위안) 규모의 계약이 이뤄졌다.
- 코맥 ARJ21, 95인승, 최대이륙중량 40톤
- 코맥 C919, 190인승, 최대이륙중량 70톤
- 코맥 C929, 290인승, 최대이륙중량 250톤, 러시아와 합작개발중

중국 매체들은 이르면 이 여객기가 2028년에서 2029년 사이 인도될 것이라고 전망하고 있다.
또 2045년까지 모두 1000여대의 CR929 여객기가 인도될 것이라고 예상하고 있다.

### 연혁
- 2016년 6월 25일, 시진핑 국가주석과 푸틴, 양국의 기업이 계약 체결
- 2017년 9월 29일, CR929 명명
- 2018년 11월 6일, 주하이 에어쇼에서 프로토타입 공개
- 2021년 1월 25일, 시제품 생산 시작[1]
- 2025년~2028년경 시험비행 예상

## 종류
크기를 기준으로 3개 종류로 모델들이 나뉜다.

### CR929-500
3등석으로 좌석을 배분하면 250명을 태울 수 있으며 14,000km 항속거리를 지녔다.

### CR929-600
3등석으로 좌석을 배분하면 280명을 태울 수 있으며 12,000km 항속거리를 지녔다.

### CR929-700
3등석으로 좌석을 배분하면 320명을 태울 수 있으며 10,000km 항속거리를 지녔다.

## 같이 보기
- 코맥 C919
- 일류신 Il-96
- 에어버스 A330neo
- 보잉 787 드림라이너